# حزب کارگر (بریتانیا)
حزب کارگر (به انگلیسی: The Labour Party) یک حزب سوسیال دموکرات چپ میانه در بریتانیا است.
این حزب در انتخابات‌های سراسری اوایل دههٔ ۱۹۲۰ میلادی از حزب لیبرال بریتانیا پیشی گرفت و توانست برای اولین بار دولت‌های اقلیتی به نخست‌وزیری رمزی مک‌دونالد در سال ۱۹۲۴ و از ۱۹۲۹ تا ۱۹۳۱ تشکیل دهد. این حزب در طول سال‌های جنگ جهانی دوم از سال ۱۹۴۰ تا ۱۹۴۵ در دولت ائتلاف زمان جنگ شرکت داشت. همچنین حزب کارگر بین سال‌های ۱۹۶۴ تا ۱۹۷۰ و از سال ۱۹۷۴ تا ۱۹۷۹ دولت را در اختیار داشت. آخرین حاکمیت حزب کارگر بر بریتانیا بین سال‌های ۱۹۹۷ تا سال ۲۰۱۰ به نخست‌وزیری تونی بلر و گوردون براون بود، که از اکثریت با اختلاف ۱۷۹ کرسی در مجلس عوام شروع شد و به ۱۶۷ در سال ۲۰۰۱ و ۶۶ در سال ۲۰۰۵ کاهش یافت. دست یافتن به ۲۸۵ کرسی در سال ۲۰۱۰، حزب کارگر را در موقعیت حزب مخالف دولت محافظه‌کار-لیبرال دموکرات قرار داد. در انتخابات سراسری ۲۰۲۴ حزب کارگر با به دست آوردن اکثریت پارلمان بریتانیا، پس از سال‌ها موفق به تشکیل دولتی به نخست‌وزیری کی‌یر استارمر شد. این حزب در پارلمان اروپا نیز کرسی‌هایی در اختیار دارد.

## رهبران حزب
- گوردون براون
- تونی بلر
- جیمز کالاهان
- کلمنت اتلی
- رمزی مک‌دونالد
- اد میلیبند
- هارولد ویلسون
- جرمی کوربین
- کی‌یر استارمر